# Marcus Zegarowski
Marcus Zegarowski (Hamilton, Massachusetts, 3 de agosto de 1998) es un exjugador de baloncesto estadounidense que disputó cuatro temporadas como profesional. Con 1,93 metros de estatura, jugaba en la posición de base. Es hermano menor del también jugador profesional y rookie del año de la NBA en 2014, Michael Carter-Williams.

## Trayectoria deportiva

### Universidad
Jugó tres temporadas con los Bluejays de la Universidad Creighton, en las que promedió 14,1 puntos, 3,5 rebotes, 4,2 asistencias y 1,1 robos de balón por partido. En su primera temporada fue incluido en el mejor quinteto freshman de la Big East Conference, tras promediar 10,4 puntos, 3,2 rebotes y 3,4 asistencias por encuentro.
Ya en su segunda temporada, el 30 de noviembre de 2019 consiguió el récord de puntos de su carrera, al anotar 32 puntos, a los que añadió 5 asistencias, ante Texas Tech. Al término de la misma fue incluido en el segundo mejor quinteto de la conferencia.
En la que iba a ser su última temporada, acabó promediando 15,8 puntos y 4,3 asistencias por partido, que le valió para ser incluido en el mejor quinteto de la Big East. El 13 de abril de 2021 se declaró elegible para el draft de la NBA, renunciando a su elegibilidad universitaria.

#### Estadísticas
| Año     | Equipo    | PJ | PT | MPP  | %TC  | %3P  | %TL  | RPP | APP | ROB | TPP | PPP  |
| ------- | --------- | -- | -- | ---- | ---- | ---- | ---- | --- | --- | --- | --- | ---- |
| 2018–19 | Creighton | 32 | 16 | 28.6 | .453 | .426 | .769 | 3.2 | 3.4 | .9  | .0  | 10.4 |
| 2019–20 | Creighton | 31 | 30 | 34.6 | .488 | .424 | .763 | 3.8 | 5.0 | 1.1 | .1  | 16.1 |
| 2020–21 | Creighton | 29 | 29 | 33.6 | .464 | .421 | .786 | 3.6 | 4.3 | 1.3 | .1  | 15.8 |
| Total   | Total     | 92 | 75 | 32.2 | .471 | .423 | .772 | 3.5 | 4.2 | 1.1 | .1  | 14.1 |

### Profesional

#### G League
Fue elegido en la cuadragésimo novena posición del Draft de la NBA de 2021 por los Brooklyn Nets, pero no acabó formando parte de la plantilla del equipo. El 25 de octubre de 2021, Zegarowski fue incluido en la lista de la pretemporada de los Long Island Nets. El 18 de marzo de 2022 fue cortado por los Long Island Nets.
En su segunda temporada como profesional, recibe un contrato no garantizado por los Brooklyn Nets el 25 de septiembre de 2022. El 4 de noviembre forma parte de la plantilla de Long Island Nets de la G League, pero el 12 de noviembre es traspasado a los Windy City Bulls a cambio de Vrenz Bleijenbergh. Tras unos pocos encuentros con los Bulls, es traspasado a los Austin Spurs, con quienes finaliza la temporada.

#### Europa y retirada
El 19 de septiembre de 2023, firma por el Vanoli Cremona de la Lega Basket Serie A de Italia.
El 8 de agosto de 2024 fichó por el equipo belga del BC Oostende de la BNXT League. El 26 de febrero de 2025 firmó con el Legia de Varsovia de la PLK polaca. Debido a lesiones, no jugó ni un solo minuto con ninguno de los dos equipos. El 25 de marzo de 2025 anunció su retirada en Instagram, con apenas 26 años.